# Avatar: The Last Airbender (tecknad serie)
Avatar: The Last Airbender är en amerikansk-japansk tecknad serie som är en uppföljare till TV-serien Avatar: Legenden om Aang. Den skrivs av Gene Luen Yang i samarbete med TV-seriens skapare Michael Dante DiMartino och Bryan Konietzko, tecknas av Gurihiru Studios, och ges ut av Dark Horse Comics.

## Handling
Serien utspelar sig ett år efter slutet på TV-serien Avatar: Legenden om Aang, och handlar om efterföljderna av det hundraåriga kriget, såsom den politiska spänningen kring Eldnationens kolonier i Jordriket. Den tar även upp lösa trådar från TV-serien, däribland försvinnandet av Zuko och Azulas mor.

## Titlar
1. "The Promise – Part One" (25 januari 2012)
2. "The Promise – Part Two" (30 maj 2012)
3. "The Promise – Part Three" (9 oktober 2012)
4. "The Search – Part One" (20 mars 2013)
5. "The Search – Part Two" (10 juli 2013)
6. "The Search – Part Three" (30 oktober 2013)
7. "The Rift – Part One" (5 mars 2014)
8. "The Rift – Part Two" (16 juli 2014)
9. "The Rift – Part Three" (18 november 2014)
10. "Smoke and Shadow  – Part One" (23 september 2015)[1]
11. "Smoke and Shadow  – Part Two" (16 december 2015)[1]
12. "Smoke and Shadow – Part Three" (16 mars 2016)
13. "North and South – Part One" (14 september 2016)
14. "North and South – Part Two" (25 januari 2017)
15. "North and South – Part Three" (26 april 2017)
16. "Imbalance - Part one" (18 december 2018)
17. "Imbalance - Part two" (14 maj 2019)
18. "Imbalance - Part three" (1 oktober 2019)

### Free Comic Book Day-avsnitt
Utöver ovanstående avsnitt har Dark Horse även givit ut kortare avsnitt i samband med Free Comic Book Day:
- 2013 - "Rebound" (4 maj 2013) - handlar om Mai, och utspelar sig efter "The Promise - Part Two".
- 2014 - "Shells" (3 maj 2014) - handlar om Sokka och Suki, och utspelar sig efter "The Rift - Part One".

### The Lost Adventures
Dark Horse har också givit ut en samlingsvolym under namnet "The Lost Adventures" med Avatar-serier som ursprungligen publicerades i Nickelodeon Magazine eller i bundling med DVD-utgåvorna av TV-serien; dessa skrevs och tecknades av flera olika personer, varav flera också arbetade med TV-serien. De utspelar sig mellan avsnitt i TV-serien.
| Lista över "The Lost Adventures"-avsnitt | Lista över "The Lost Adventures"-avsnitt | Lista över "The Lost Adventures"-avsnitt                | Lista över "The Lost Adventures"-avsnitt              | Lista över "The Lost Adventures"-avsnitt | Lista över "The Lost Adventures"-avsnitt |
| Bok                                      | Titel                                    | Manus                                                   | Teckning                                              | Färgläggning                             | Textare                                  |
| ---------------------------------------- | ---------------------------------------- | ------------------------------------------------------- | ----------------------------------------------------- | ---------------------------------------- | ---------------------------------------- |
| Bok 1: Vatten                            | Bee Calm                                 | Joshua Hamilton John O'Bryan                            | Justin Ridge                                          | Hye Jung Kim                             | Clem Robins                              |
| Bok 1: Vatten                            | Don't Blow It!                           | Alsion Wilgus                                           | Elsa Garagarza                                        | Wes Dzioba                               | Comicraft                                |
| Bok 1: Vatten                            | Relics                                   | Johane Matte Joshua Hamilton                            | Johane Matte                                          | Hye Jung Kim                             | Comicraft                                |
| Bok 1: Vatten                            | Momo in "Fruit-stand Freestyle"          | Brian Ralph                                             | Brian Ralph                                           | Brian Ralph                              | Comicraft                                |
| Bok 2: Jord                              | Sleepbending                             | Joshua Hamilton                                         | Joaquim Dos Santos                                    | Hye Jung Kim                             | Clem Robins                              |
| Bok 2: Jord                              | Lessons                                  | Johane Matte                                            | Johane Matte                                          | Wes Dzioba                               | Comicraft                                |
| Bok 2: Jord                              | Sokka the Avatar                         | Joshua Hamilton                                         | Justin Ridge                                          | Sno Cone Studios                         | Comicraft                                |
| Bok 2: Jord                              | Dirty is Only Skin Deep                  | J. Torres                                               | Gurihiru                                              | Gurihiru                                 | Comicraft                                |
| Bok 2: Jord                              | Divided We Fall                          | Frank Pittarese                                         | Justin Ridge                                          | Hye Jung Kim Wes Dzioba                  | Comicraft                                |
| Bok 2: Jord                              | Reach for the Toph                       | J. Torres                                               | Corey Lewis                                           | Corey Lewis                              | Comicraft                                |
| Bok 2: Jord                              | It's Only Natural                        | Johane Matte Joshua Hamilton                            | Johane Matte                                          | Wes Dzioba                               | Comicraft                                |
| Bok 2: Jord                              | Going Home Again                         | Aaron Ehasz May Chan Katie Mattila Alison Wilgus        | Amy Kim Ganter                                        | Wes Dzioba                               | Comicraft                                |
| Bok 2: Jord                              | The Bridge                               | Joshua Hamilton Tim Hedrick Aaron Ehasz Frank Pittarese | Reagan Lodge                                          | Reagan Lodge                             | Comicraft                                |
| Bok 3: Eld                               | Private Fire                             | Joshua Hamilton                                         | Johane Matte                                          | Wes Dzioba                               | Comicraft                                |
| Bok 3: Eld                               | Night Animals                            | Katie Mattila                                           | Justin Ridge                                          | Wes Dzioba                               | Comicraft                                |
| Bok 3: Eld                               | Boys' Day Out                            | Alison Wilgus                                           | Gurihiru                                              | Gurihiru                                 | Comicraft                                |
| Bok 3: Eld                               | Ember Island Arcade                      | Corey Lewis                                             | Corey Lewis                                           | Corey Lewis                              | Comicraft                                |
| Bok 3: Eld                               | Monster Slayer                           | J. Torres                                               | Gurihiru                                              | Gurihiru                                 | Comicraft                                |
| Bok 3: Eld                               | Combustion Man on a Train                | Alison Wilgus Rawles Lumumba                            | Tom McWeeney                                          | Wes Dzioba                               | Comicraft                                |
| Bok 3: Eld                               | Swordbending                             | Alison Wilgus                                           | Justin Ridge                                          | Wes Dzioba                               | Comicraft                                |
| Bok 3: Eld                               | No Benders Allowed                       | Alison Wilgus                                           | Elsa Garagarza                                        | Wes Dzioba                               | Comicraft                                |
| Bok 3: Eld                               | Love is a Battlefield                    | J. Torres                                               | Gurihiru                                              | Gurihiru                                 | Comicraft                                |
| Bok 3: Eld                               | Dragon Days                              | Alison Wilgus                                           | Johane Matte (ramberättelse) Tom McWeeney (flashback) | Wes Dzioba                               | Comicraft                                |
| Bok 3: Eld                               | Game Time!                               | Katie Mattila                                           | Justin Ridge                                          | Hye Jung Kim                             | Comicraft                                |
| Bok 3: Eld                               | Bumi vs. Toph                            | Johane Matte Joshua Hamilton                            | Johane Matte                                          | Hye Jung Kim                             | Comicraft                                |
| Icke- kanoniska                          | New Recruits                             | Dave Roman                                              | Justin Ridge                                          | Sno Cone Studios Hye Jung Kim            | Comicraft                                |
| Icke- kanoniska                          | Gym Time                                 | Alison Wilgus                                           | Ethan Spaulding                                       | Wes Dzioba                               | Comicraft                                |

### Team Avatar Tales
Team Avatar Tales är ännu en samling kortare serier i avatar-universumet.